# 艾倫·E·麥卡錫
艾倫·E·麥卡錫（英語：Ellen E. McCarthy），是一位美國情報官員，在唐納德·川普總統任內，曾擔任邁克·蓬佩奧領導下的情報研究局助理國務卿。
在2015年至2018年期間，麥卡錫擔任國家地理空間情報局首席營運官。她畢業於南卡羅來納大學和馬里蘭大學。